# Hohenrode (Wüstung)

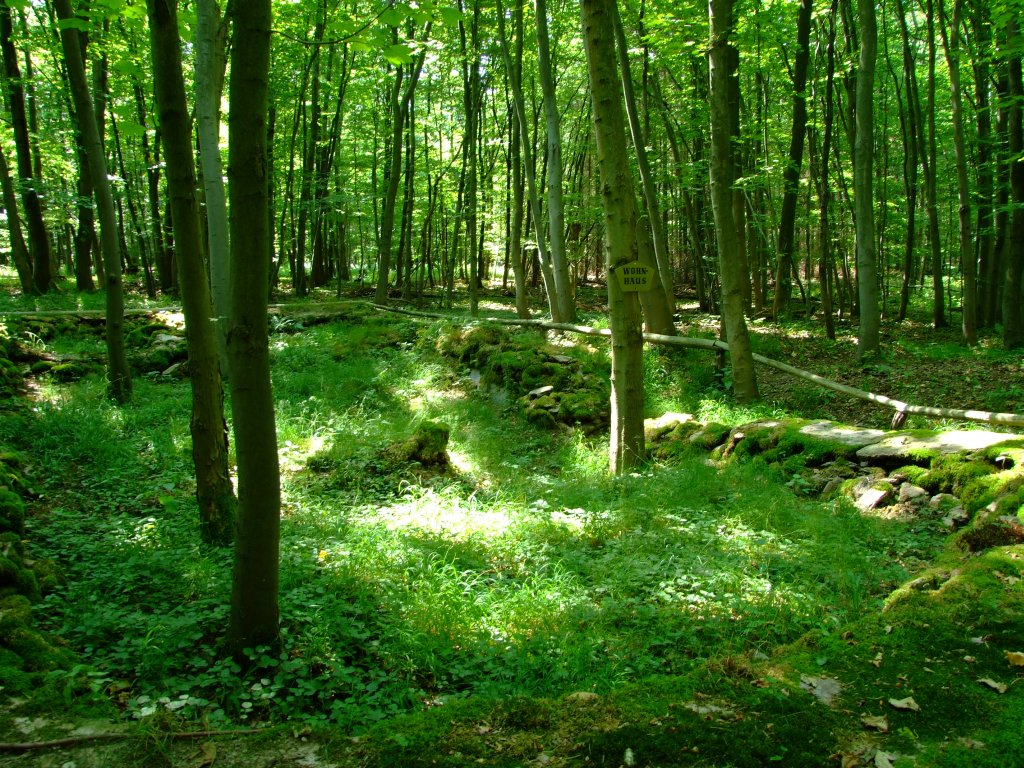
Fundamentreste eines Wohnhauses der Wüstung Hohenrode

Hohenrode nahe Grillenberg im sachsen-anhaltischen Landkreis Mansfeld-Südharz ist eine mittelalterliche Wüstung im Harz. Die Wüstung ist im örtlichen Denkmalverzeichnis als Bodendenkmal eingetragen.

## Geographische Lage
Die Wüstung Hohenrode liegt etwa 1,5 km (Luftlinie) nordnordwestlich von Grillenberg auf einem Berghang südlich bis westlich oberhalb des Helme-Zuflusses Gonna, in deren Tal die Landesstraße 230 (Wippra–Grillenberg) verläuft. Ihre Reste gruppieren sich im Wald westlich oberhalb eines als Quellbach bezeichneten Gonna-Zuflusses. Nahe der Wüstung befindet sich der Eulenstein.

## Geschichte und Beschreibung
Die Wüstung wurde zwischen 1935 und 1937 durch Paul Grimm archäologisch ausgegraben. Seine Untersuchungen wurden bereits 1939 in Form eines Buches publiziert. 1969 bis 1976 wurde sie instand gesetzt, wobei die Arbeiten durch ehrenamtliche Helfer durchgeführt wurden.
Im 9. Jahrhundert wurde sie im Hersfelder Zehntverzeichnis als Hohenrod genannt. 1535 bis 1547 wird Hohenrode in schriftlichen Quellen als „wüst“ bezeichnet.

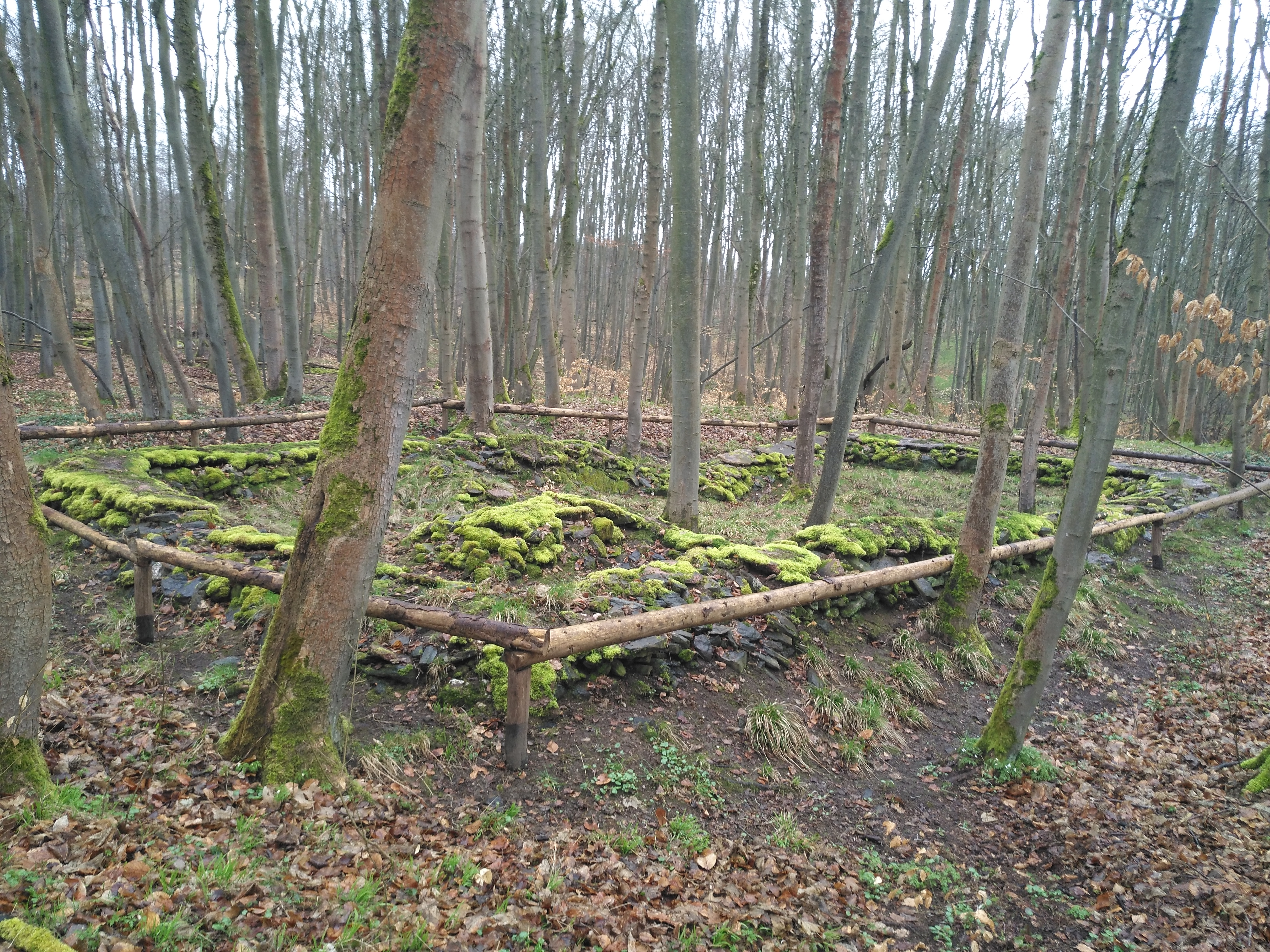
Hohenrode, Wohnhaus 1

Die einstige Siedlung kann auf das 10. bis 14. Jahrhundert datiert werden, wobei die erste durch Holzbauten geprägte Phase (10. bis 12. Jahrhundert) und eine jüngere, durch Steinbauten charakterisierte Phase (12. bis 14. Jahrhundert) unterschieden werden konnten. Diese beiden Phasen lassen die Umstrukturierung einer slawisch geprägten Siedlung während der deutschen Ostsiedlung erkennen. In mehreren Häusern wurden Herdstellen und abgetiefte Räume nachgewiesen. Der Ausgräber unterschied Wohn- und Feuerhäuser, wobei letztere sich durch Öfen auszeichnen, für die mehrere Nutzungen denkbar sind.
Die Siedlung gruppiert sich um den Kopf eines Taleinschnittes, wo ein Quellbereich die Wasserversorgung sicher stellte.
Im Umfeld der Wüstung sind im Gelände mehrere Wege- und Straßentrassen zu erkennen, die teilweise als Hohlweg ausgeprägt sind. In Nord-Süd-Richtung verlief die alte Verbindungsroute von Grillenberg nach Wippra nicht durch das Tal, sondern über die Anhöhe. Wenig nordwestlich von Hohenrode kreuzte die „alte Kohlenstraße“.
Forschungsgeschichtlich sind die Grabungen als ein wichtiger Schritt zur Ausbildung einer Archäologie des Mittelalters bedeutend, da Grimm bewusst verschiedene Quellen – neben den archäologischen Befunden auch volkskundliche Beobachtungen und bildliche Quellen – einbezogen hat.
An der Wüstung Hohenrode befindet sich vom 16. Juni 2025 bis 15. August 2025 der Wandernde Stempelkasten der Harzer Wandernadel.